# 三笠市立三笠中学校
三笠市立三笠中学校（みかさしりつみかさちゅうがっこう）は、北海道三笠市本郷町にある公立（市立）の中学校である。

## 沿革
- 1947年（昭和22年）5月1日　学制改革によって創立される[1]。
- 1957年（昭和32年）4月1日　市制施行により、三笠市立三笠中学校と改称。
- 1998年（平成10年）4月1日　三笠市立幌内中学校を統合。
- 2011年（平成23年）4月1日　三笠市立三笠中央中学校を統合[2]。

## 学区
岡山・萱野小中一貫教育特区外の三笠市

## 著名な卒業生
- 平中秀子（女子競泳選手、オリンピック出場）
- 小日向文世（俳優）